# Фильченков, Сергей Яковлевич
Сергей Яковлевич Фильченков (18 марта 1915, Воробьи, Смоленская губерния — 30 ноября 1965, Казань) — Герой Советского Союза, штурман экипажа 128-го бомбардировочного авиационного полка 241-й бомбардировочной авиационной дивизии 3-го бомбардировочного авиационного корпуса 16-й воздушной армии 1-го Белорусского фронта, младший лейтенант.

## Биография
Родился 18 марта 1915 года в деревне Большие Воробьи (ныне — Воробьи Оленинского округа Тверской области). Окончил сельскую школу. Работал на хлебозаводе, учился в аэроклубе в городе Ржев.
В 1937 году призван в ряды Красной Армии. В том же году окончил школу младших авиационных специалистов, а в 1940 году — Военную авиационную школу стрелков-бомбардиров. В боях Великой Отечественной войны с июня 1941 года. Член ВКП(б)/КПСС с 1942 года.
На бомбардировщике С. Я. Фильченков летал и стрелком, и стрелком-радистом, и штурманом. Он бил фашистов под Москвой, почти год — на Калининском фронте, сражался на Курской дуге, под Севском, Гомелем, Речицей. Действовал в Бобруйской операции в июне 1944 года. Десять раз он вылетал на подавление отходящих наземных войск врага, бомбил его технику, склады с боеприпасами, переправы. 29 июня 1944 года с двух заходов ему удалось повредить мост через Березину, отрезать тем самым путь отхода гитлеровцам.
К июлю 1944 года штурман экипажа 128-го бомбардировочного авиационного полка младший лейтенант С. Я. Фильченков совершил 212 боевых вылетов на разведку и бомбардировку противника. В воздушных боях сбил лично один и в группе четыре самолёта врага.
Указом Президиума Верховного Совета СССР от 26 октября 1944 года за образцовое выполнение боевых заданий командования по уничтожению живой силы и техники противника и проявленные при этом мужество и героизм младшему лейтенанту Фильченкову Сергею Яковлевичу присвоено звание Героя Советского Союза с вручением ордена Ленина и медали «Золотая Звезда».
16 апреля 1945 года в бою за Берлин на своем 259-м боевом вылете был сбит немецкими зенитками. Более полугода врачи боролись за его жизнь.
После окончания Великой Отечественной войны лейтенант С. Я. Фильченков — в запасе. Жил и работал в городе Казани.

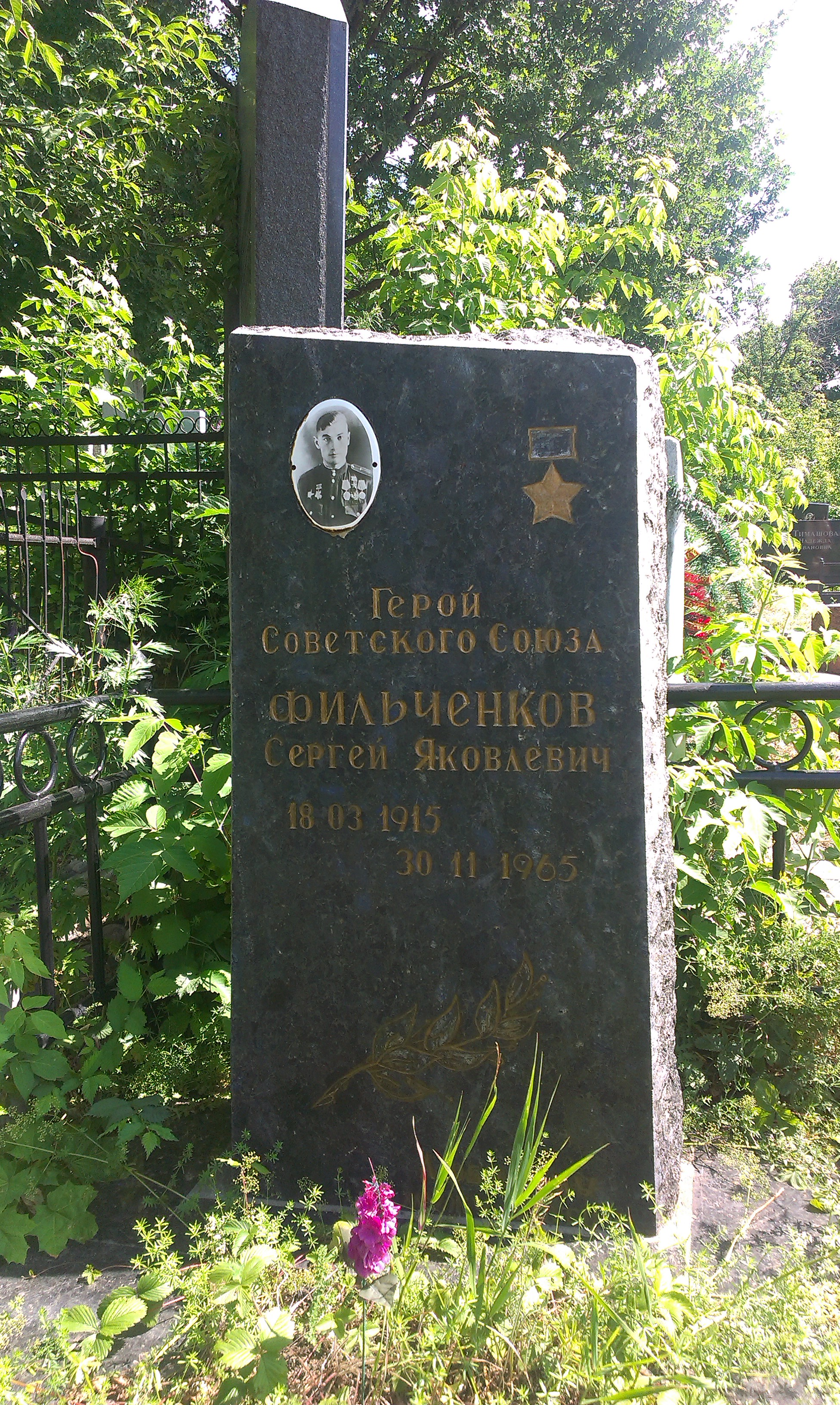

Похоронен в Казани на Арском кладбище.

## Награды
- Медаль «Золотая Звезда» Героя Советского Союза и орден Ленина (26.10.1944).
- Орден Красного Знамени.
- Орден Отечественной войны 1-й степени (29.08.1943).
- Орден Красной Звезды.